# INMOST
『INMOST』（インモスト）は、リトアニアのインディーゲームスタジオHidden Layer Gamesが開発しChucklefishより2019年10月11日に発売されたアクションアドベンチャーゲーム。

## 概要
何かの答えを求めて古城内を放浪する男性、陰湿な家の中を調べて過去を探ろうとする少女、城の中でひたすらに闇の魔物と戦い続ける騎士の3人それぞれのエピソードが交錯するダークな物語が展開される。内容は各人物の記憶や心象風景を暗示したものだが、その解釈はプレイヤーに委ねられる。グラフィックはモノトーンのドット絵で描写されている。
インスピレーションを受けた作品として、本作ディレクターのAlexey Testovは『Dizzy』『フラッシュバック』『アウターワールド』『LIMBO』『To the Moon』を挙げている。一方、本作のアートワークは8bitゲーム機のゲームボーイ用ソフトのようだと評されることがあるが、これは意識していたものではなく、Hidden Layer Gamesのチームがかつて量産していたカラフルなカジュアルゲームの制作に辟易して少し休もうと、暗いドット絵ゲームのスケッチとアニメーションを描き続けていたことがきっかけになっている。

## システム
ゲームは主に男性の操作パートを中心に進行し、物語の合間に少女または騎士の操作パートが度々挿入される構成になっている。
男性はジャンプや前転といったアクションのほか、道中で手に入れるつるはしやナイフなどの道具を駆使しながら探索を進めていく。一方、魔物からの攻撃を受けたり高所から落下したりするとミスになり直前の場面からゲームが再開される。収集用アイテムとして、光の粒のような「痛み」や様々な絵が描かれた紙きれが各所に隠されている。「痛み」は、ある場所にいる語り部に一定数を渡すごとに物語の背景に関する話を聞くことができる。
少女のパートは家の中の探索がメインで、途中からはウサギのぬいぐるみと対話をしながら進めていく。騎士は剣による攻撃のほか、ロープを発射し天井や壁まで瞬時に移動するアクションも行う。

## 受賞
- DevGAMM Awards Minsk 2017 「Best Indie Game」[3]
- LT Game Awards 2019 「Game of the Year」「Best Audio」「Best Art Direction」[4]